# شاخ‌های آمون

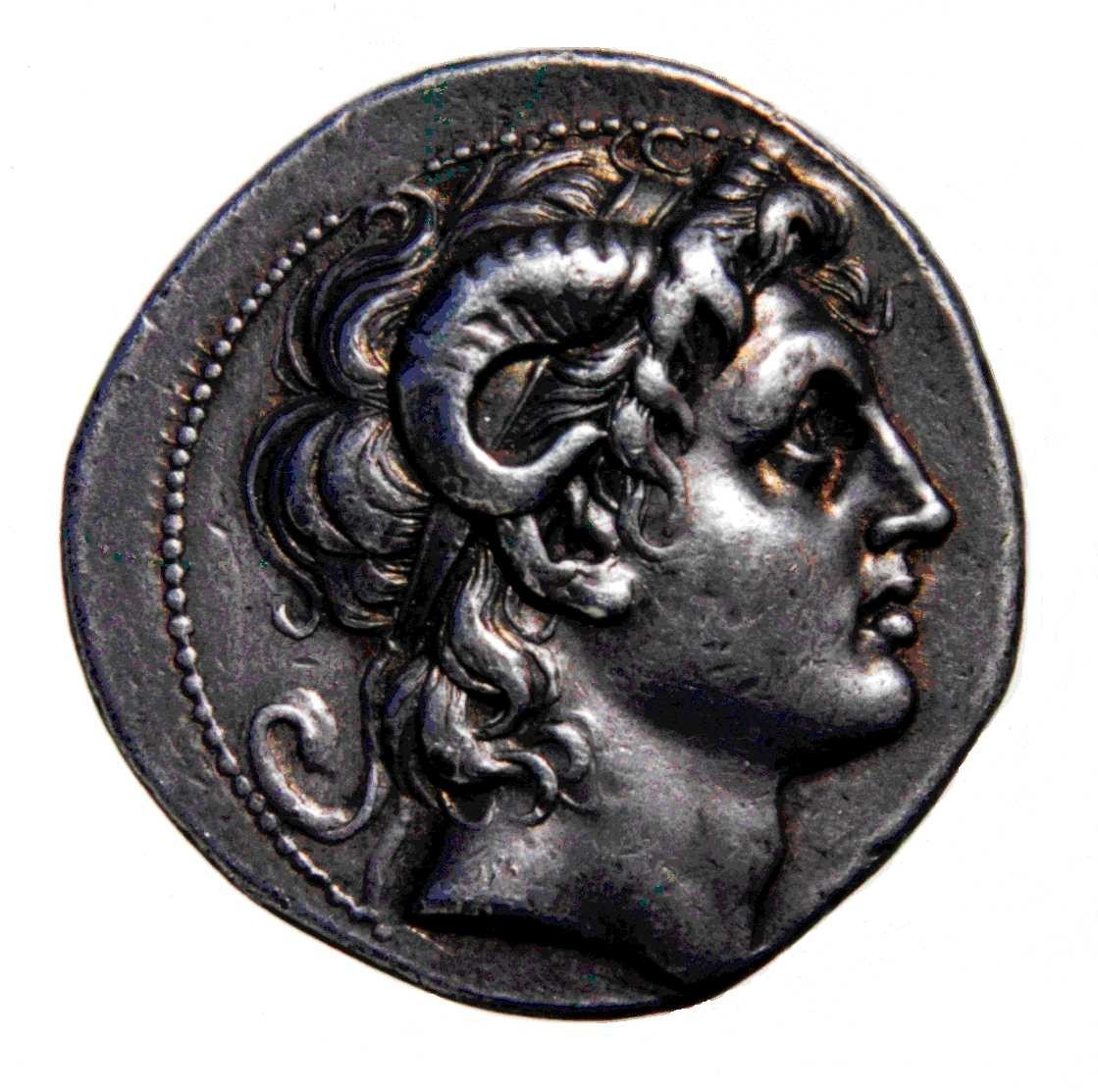
سکه‌ای که اسکندر مقدونی فاتح مصر را با شاخ آمون روی سرش نشان می‌دهد

شاخ‌های آمون، شاخ‌های قوچ حلقه‌داری بودند که به عنوان نماد خدای مصری آمون استفاده می‌شدند. به دلیل شباهت ظاهری، آن‌ها را با سنگوارهای صدفِ حلزون‌های و سرپایان مرتبط می‌دانستند که اکنون به دلیل آن ارتباط تاریخی به نام آمونیت شناخته می‌شوند. 

## شمایل‌نگاری کلاسیک

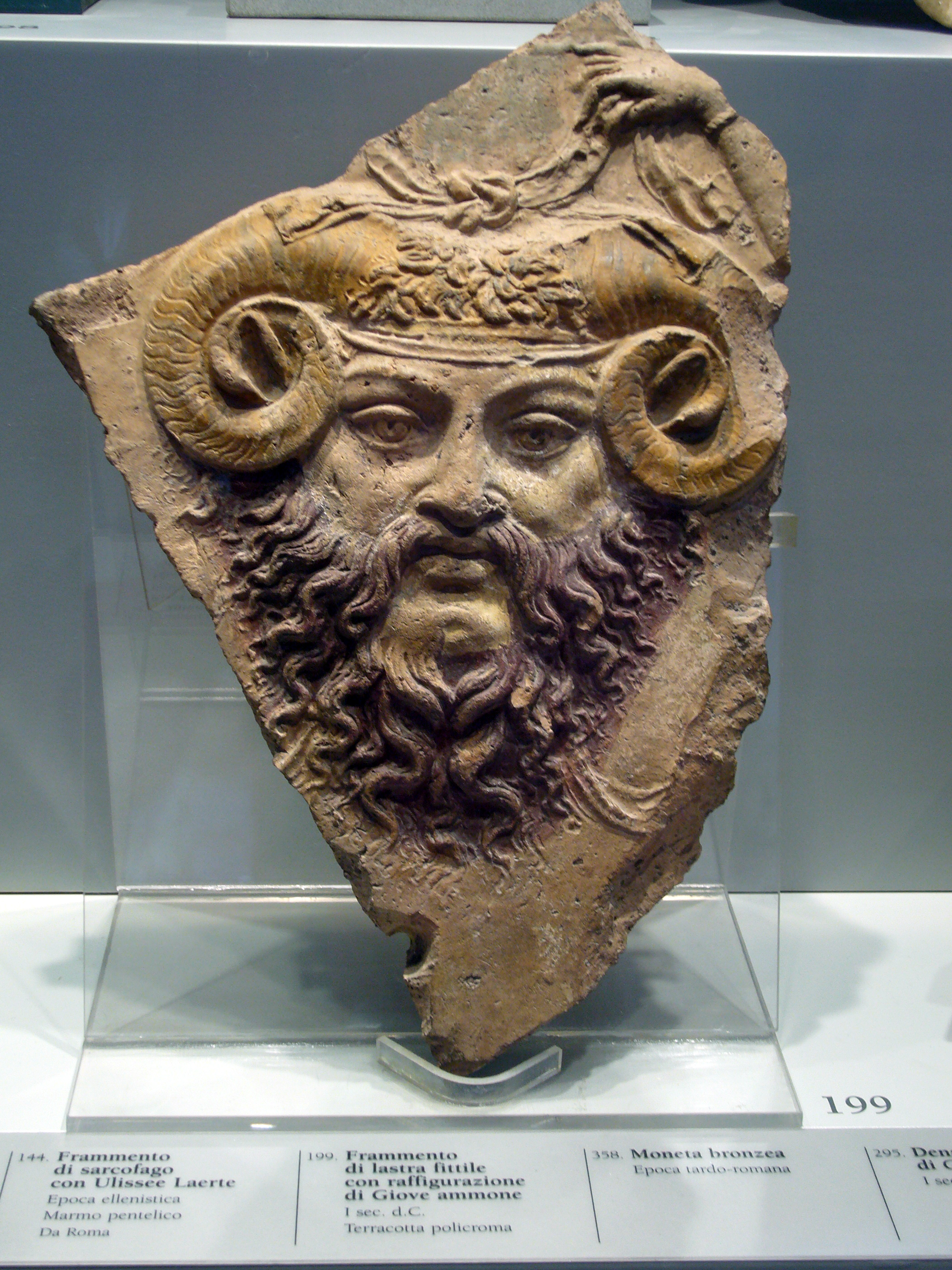
ژوپیتر آمون که در یک قطعه سفالی به تصویر کشیده شده است.

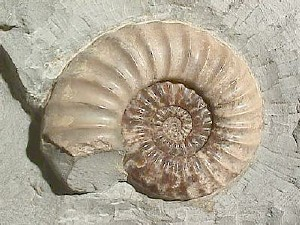
سنگواره آمونیته با مارپیچ شاخ‌مانند.

آمون که در نهایت آمون‌را خوانده شد، خدایی در پانتئون مصر بود که محبوبیتش در طی سال‌ها افزایش یافت تا آن که پرستش به دین توحیدی تبدیل شد همان‌گونه که خدای یهودی-مسیحی از پانتئون سامی باستان تکامل یافته است.  فراعنه مصر برای مدتی از این دین پیروی کردند. آمنهوتپ و توتانخ آمون نام خود را از این خدا گرفته‌اند. این روند محبوب شد و سایر خدایان مصری نیز گاهی به عنوان بروزی از آمون توصیف می‌شدند. 
آمون اغلب با شاخ قوچ تجسم یافته است و به دلیل جایگاه والای او، بسیاری از پادشاهان و امپراتورها با شاخ‌های آمون در دو طرف سرشان به شکل نیمرخ به تصویر کشیده شده‌اند. نه تنها خدایان مصر بلکه خدایان دیگری نیز با شمایل‌ شاخ قوچ تصویر شده‌اند؛ آنچنان که پس از آن که روم مصر را فتح کرد، گاهی ژوپیتر را «ژوپیتر آمون» می‌خواندند و به همراه مانند خدای یونانی زئوس آن‌ها را با شاخ قوچ به تصویر می‌کشیدند این سنت برای قرن‌ها ادامه داشت و اسکندر مقدونی در قرآن با عنوان «ذوالقرنین» (دو شاخ) نامیده می‌شود که از تصویر او روی سکه‌های خاورمیانه‌ای و مجسمه‌های وی با شاخ‌های آمون الهام گرفته شده است. اسکندر با فتح‌های پی در پی به مرور روند اولوهیت را پیمود به طوری که وخشورِ سیوا او را «پسر آمون» خواند.
پلینی بزرگ یکی از اولین نویسندگانی بود که صدف‌های مارپیچی را با خدای آمون مرتبط دانست و در کتاب Naturalis Historiae از آن‌ها به عنوان شاخ‌های آمون (به لاتین: ammonis cornua) یاد می‌کند. با توجه به نادر بودنِ نسبی فسیل‌های آمونیت در مصر، ممکن است که مشاهده او از صدف‌های فسیلی حلزون‌ی مانند natica hybrida سرچشمه گرفته باشد که در سنگ آهک موکتام در نزدیکی قاهره یافت می‌شود. 
انتساب مستقیم شاخ‌های آمون به پوسته‌های سرپایان فسیلی در قرون وسطی را نویسندگانی مانند جورجیوس آگریکولا و کنراد گسنر رایج کردند و در نهایت دیرینه‌شناس کارل آلفرد فون زیتل در سال ۱۸۴۸ این دسته از حیوانات را Ammonoidea نامید.